# 千葉県道147号長柄大多喜線
千葉県道147号長柄大多喜線（ちばけんどう147ごう ながらおおたきせん）は、千葉県長生郡長柄町から同県夷隅郡大多喜町に至る一般県道。

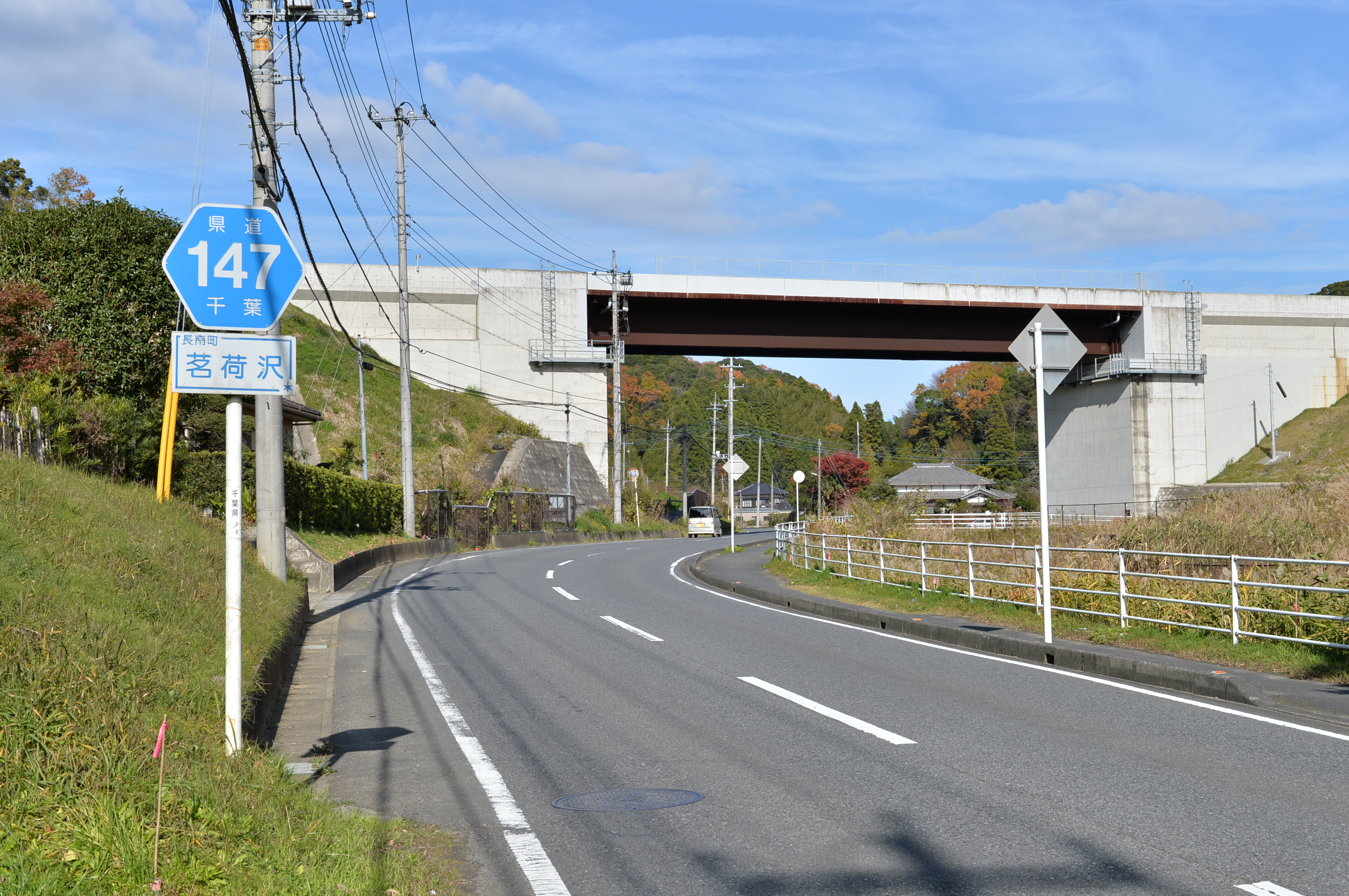
千葉県道147号長柄大多喜線
長南町茗荷沢（2015年12月）

## 路線データ
- 起点：長生郡長柄町長柄山（千葉県道14号千葉茂原線交点）
- 終点：夷隅郡大多喜町横山（横山、国道297号交点）
- 総延長：*.* km（長生土木事務所管内：*.* km、夷隅土木事務所管内：*.* km）
- 重用延長：*.* km（長生土木事務所管内：*.* km、夷隅土木事務所管内：*.* km）
- 実延長：*.* km（長生土木事務所管内：15.398 km[1]、夷隅土木事務所管内：*.* km）

## 地理

### 通過する自治体
- 千葉県
長生郡長柄町 - 長生郡長南町 - 夷隅郡大多喜町

### 交差する道路
- 千葉県道14号千葉茂原線（起点）
- 千葉県道13号市原茂原線（長柄町針ヶ谷 - 立鳥）※一部重複
- 国道409号（長南町千田 - 長南町長南）※一部重複
- 千葉県道148号南総一宮線（長南町茗荷沢）
- 千葉県道27号茂原大多喜線（長南町市野々 - 終点）※一部重複
- 国道297号（終点）

### 沿線
- ジャパンフーズ本社
- 長南町役場